# Halálfej

Halálfej

A halálfej emberi koponyából és alatta két keresztbe rakott lábszárcsontból álló szimbólum. A halálra vagy mulandóságra utalhat, de figyelmeztető jelzésként is használják annak jelölésére, hogy valami halálos veszélyt rejt, mint például a mérgek. 

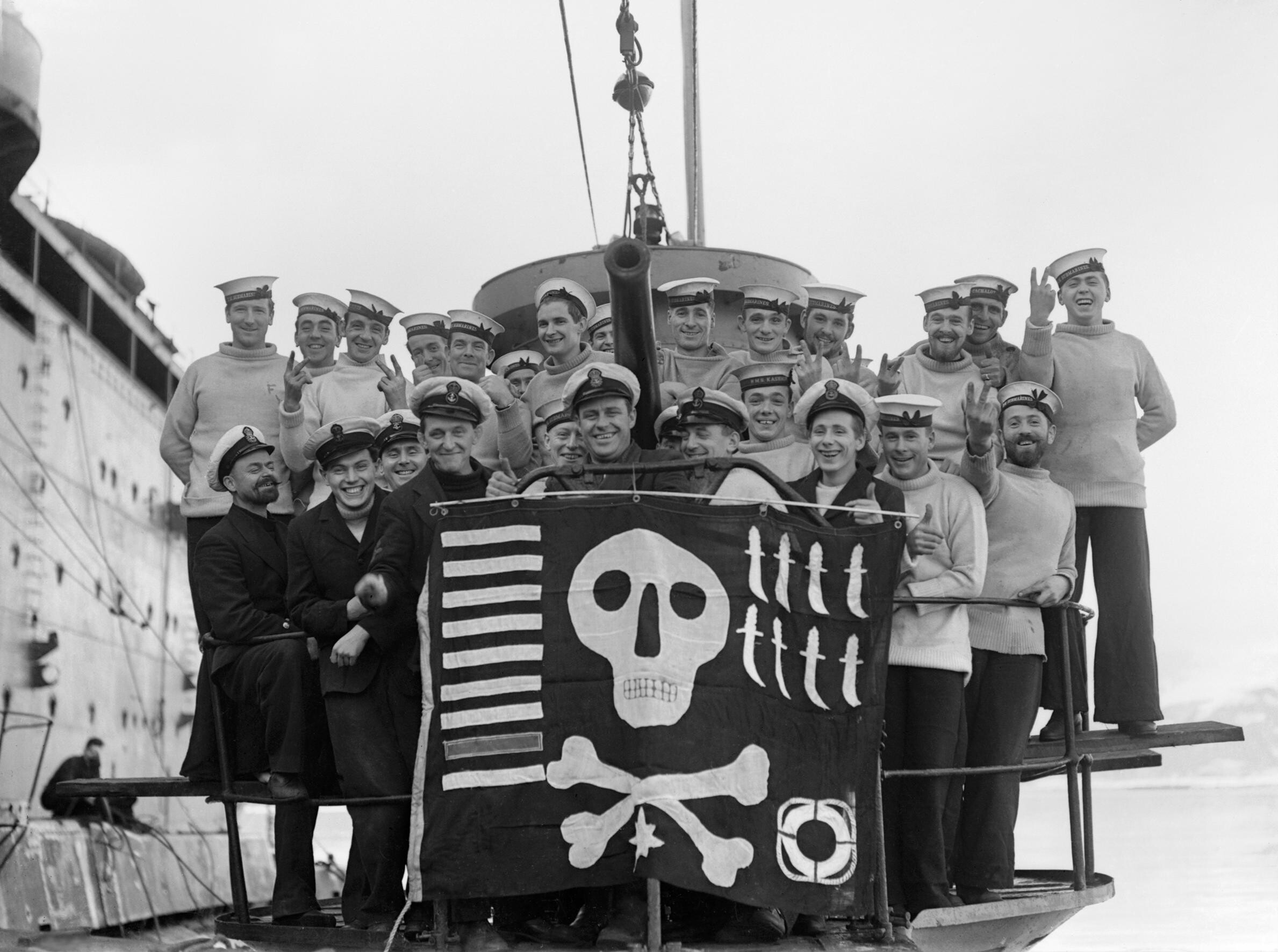
Brit tengerészek és a Jolly Roger

A szimbólum vagy annak változata ugyancsak szerepel a Jolly Rogeren, az európai és amerikai kalózok hagyományos zászlaján. A halálfejet több katonai egység is alkalmazta jelvényként, például a Brit hadsereg 17. lándzsás alakulata, és a második világháborúban a német SS alakulatok. A halálfejet már 1741 óta viselték a friderikus huszárok között, akiket "Halálfejhuszároknak" neveztek. Valószínűleg a pandúroktól és hajdúktól inspirálódtak.
A Unicode kódtáblázatban, a halálfej szimbólum kódja U+2620. A HTML kódja  &#9760 .